# 高濃度ビタミンC点滴療法
高濃度ビタミンC点滴療法（こうのうどビタミンシーてんてきりょうほう）は、高濃度のビタミンCを点滴することでがん治療に効果があるとする療法。一部の医療機関で行われている。欧米では臨床試験が盛んに行われたが、質の良いランダム化比較試験が乏しく、統計的に有意な効果は示されていない。

## がんへの有効性評価
疫学研究から、野菜や果実を多く摂取することでビタミンCの働きにより、発がんリスクが低下することが知られ、症例対照研究でそれを裏づけるような結果が得られている。生体内においてはビタミンCの血漿中濃度は厳密にコントロールされていることから、元来、十分量を摂取している被験者に、多量のビタミンCを摂取させても濃度はほとんど上昇しないことが影響している可能性が指摘されている。
1970年代に、ノーベル賞を２度受賞したライナス・ポーリング博士（医師ではなく化学者）が、ある病院の医師と共同研究し、「がん患者の寿命が高用量ビタミンC療法でのびた」とする論文を発表した。比較試験ではなかったが、ポーリングの華やかな経歴ゆえに社会的な反響は大きく、患者が殺到した。一方、アメリカ・メイヨークリニックの医師らが、大腸、胃、すい臓、肺などの末期がん患者らを対象に比較試験を始め高用量ビタミンC群とプラセボ群の生存曲線は、ほとんど差異がなく「高用量ビタミンCは無効」と評価された。ポーリングの研究では高用量のビタミンC（10g/日を経口あるいは静脈投与）が進行がん患者のQOLと生存期間に有益な効果をもたらすことが示唆されたものの、無作為化二重盲検プラセボ対照比較試験（10g/日を経口投与のみ）の追試では有意な結果が得られなかった。また、メイヨークリニックは、腸がん患者で、肺や肝臓などに転移がある末期がん患者らを対象に、別の比較試験を実施したが、プラセボ群のほうがむしろ後半、生存率が高くなるなど「ビタミンCは効かない」という結論に落ち着いた。
2000年代に入ると、高濃度ビタミンC点滴療法による有効な症例報告が相次ぎ、米国国立がん研究所（NCI）の Best Case Series Programの補助も受け、有効性と安全性を検証する臨床試験が実施された。しかし、今までの臨床試験の結果を受けて行われた2021年のシステマティック・レビューにおいては、経口投与は悪性腫瘍患者には何の効果も及ぼさなかった。経静脈投与に関しては、対象研究の異質性により、結論が出ていない。前提として、質の良いランダム化比較試験の情報が不足しているとされている。

## ビタミンCの抗がんメカニズム
- ビタミンCによる過酸化水素産生による直接的な細胞傷害作用
- 細胞増殖に関わる遺伝子発現
- オートファジー経路の活性化

以上が、ビタミンCの抗腫瘍メカニズムとして考えられている。
現時点で単独投与では、症例報告・ケースシリーズの報告（患者のQOL改善効果、化学療法に関連する副作用症状の改善効果）に過ぎず、無作為化比較試験の報告はない。抗がん剤との併用による安全性および有効性を検証する臨床試験の報告は複数存在する。腎機能障害のある患者が高濃度ビタミンC点滴療法を受けた際に腎不全を起こした他は、重篤な副作用は起きておらず、一方で抗がん剤の副作用を軽減する可能性は示唆されている。

## 日本での高濃度ビタミンC点滴療法
一部の臨床試験を除き自由診療にて行われている。自由診療とはいえ、高濃度ビタミンC点滴療法は客観的なエビデンスの無い治療方法であり、この治療方法を大々的に宣伝して、がんと診断された患者を惑わすだけでは無く、標準治療を受ける機会を損失させるだけではなく、治る可能性の高いがん治療を妨げる、非論理的な行為であると批判する医師は多い。近藤誠は前述のメイヨ—クリニックでの比較試験の結果を根拠に、日本では欧米とは異なり医師に対する規制はなく「詐欺商法」であるとしている。